# Ladislau Konya
Ladislau Konya (* 4. August 1934 in Siebenbürgen) ist ein deutsch-ungarischer Opernsänger (Bariton).

## Leben
Ladislau Konya ist Absolvent des Ciprian-Porumbescu-Konservatoriums in Bukarest. Als Student gewann er mehrere internationale Gesangswettbewerbe:
- 1. Preis im Gesangswettbewerb in Genf, Schweiz (1957)
- 1. Preis im Gesangswettbewerb in Toulouse, Frankreich (1957)
- 1. Preis des internationalen Wettbewerbs in Moskau, UdSSR (1957)
- 1. Preis des Georghe Enescu-Wettbewerbs in Bukarest (1961)

1958 debütierte Ladislau Konya in der Titelrolle des Eugen Onegin an der Staatsoper Bukarest. 1959 wurde er als einer der ersten ausländischen Opernsänger nach Moskau an das Bolschoi-Theater engagiert. Er debütierte in seiner Paraderolle als Onegin und wurde zu Gastspielen ins Bolschoi eingeladen. Dem folgten Inszenierungen des Troubadour, der Traviata und der Aida.
1962 gab er ein Solokonzert im Saal des Wiener Musikvereins. Das Programm enthielt Lieder von Schubert und Schumann, sowie Arien von Mozart, Verdi und Giordano. 1965 wurde er mit dem Titel „Artist Emerit“ in Rumänien ausgezeichnet. Es folgten Engagements an internationalen Opernbühnen in Paris, Brüssel, Wien, Turin, Prag, Berlin, London.
1968–1969 war Ladislau Konya Solist am Opernhaus Zürich in Aida mit der Sopranistin Felicia Weathers (Dirigent: Nello Santi), Madama Butterfly und Il tabarro, sowie als Sheriff in der Zürcher Premiere von Puccinis La fanciulla del West.
Ab 1970 war Ladislau Konya festes Mitglied des Frankfurter Opernhauses. Er feierte Erfolge in diversen Rollen, v. a. des dramatischen Belcanto. Die Aufführungen waren teils Inszenierungen des Regisseurs Hans Neuenfels, z. B. Don Giovanni (Titelrolle), Der Troubadour, Rigoletto, Die Macht des Schicksals, Don Carlos (Rodrigo) mit dem Bass Nicolai Ghiaurov, Madama Butterfly mit Éva Marton, La traviata mit Jose Carreras und Ileana Cotrubaș oder Renata Scotto, Tosca (Scarpia) mit Éva Marton und Plácido Domingo.
1973 hatte er sechs Vorstellungen in Serie im Londoner Royal Opera House Covent Garden als Conte di Luna im Troubadour unter Charles Mackerras (Dirigent) mit Martina Arroyo, Fiorenza Cossotto und Carlo Cossutta in der Regie von Franco Zeffirelli.
Bei einer Gala-Vorstellung zur Eröffnung des New Tyne Theatres in London sang Konya den Scarpia in einer weiteren Inszenierung der Tosca mit Plácido Domingo.

## Repertoire
Ladislau Konya sang die Partien auf Italienisch und auch in den Originalsprachen, wie z. B. auf Französisch, Deutsch oder Russisch.
Mozart:
- Don Giovanni (Titelrolle)
- Le nozze di Figaro (Conte Almaviva)
- Requiem

Mascagni:
- Cavalleria rusticana (Alfio)

Verdi:
- Aida (Amonasro)
- La forza del destino (Enrico)
- Il trovatore (Conte di Luna)
- Rigoletto (Titelrolle)
- Falstaff (Ford)
- La traviata (Germont)
- Ein Maskenball (Renè)
- Don Carlos (Rodrigo)

Donizetti:
- Lucia di Lammermoor (Henry)

Puccini:
- La Bohème (Marcello)
- Madama Butterfly (Sharpless)
- Il tabarro
- Tosca (Scarpia)
- La fanciulla del West (Sheriff)
- Turandot

Wagner:
- Die Meistersinger von Nürnberg

Tschaikowsky:
- Eugen Onegin (Titelrolle)
- Pique Dame

Schreker:
- Die Gezeichneten

Janáček:
- Das schlaue Füchslein

Humperdinck:
- Hänsel und Gretel

Bizet:
- Carmen

Enescu:
- Oedipe